# ليزا غاي (ممثلة)
ليزا غاي (بالإنجليزية: Lisa Gaye)‏ هي ممثلة أمريكية، ولدت في 5 أكتوبر 1960 في بالتيمور في الولايات المتحدة.

## وصلات خارجية
- الموقع الرسمي
- ليزا غاي على موقع IMDb (الإنجليزية)
- ليزا غاي على موقع قاعدة بيانات الفيلم (الإنجليزية)